# Kalaallit Nunaata Radioa
Kalaallit Nunaata Radioa (KNR) – eller Greenlandic Broadcasting Corporation – er en selvstyreejet medievirksomhed i Grønland med hovedkvarter i Nuuk.
KNR er et selvstændigt, selvstyreejet selskab, der ledes af en 5-personers bestyrelse udpeget af Grønlands Selvstyre – bestyrelsesformanden og et yderligere medlem udpeges direkte af Selvstyret, mens de sidste 3 udpeges af Selvstyret efter indstilling fra fem forskellige organer. Virksomhedens aktiviteter finansieres af det offentlige.
KNR har siden 1958 udsendt landsdækkende radio, og siden 1982 landsdækkende tv.
KNR har i dag til huse et kontorbyggeri uden særlige studiefaciliteter. I 2014 igangsattes projektering af et nyt mediehus til KNR tegnet af Qarsoq tegnestue. Selvom midlerne var øremærkede til KNR's mediehus blev byggeriet aflyst i 2017 af Naalakkersuisut og Inatsisartuts Finans- og skatteudvalg, der i stedet ville anvende pengene til tre nye havneanlæg.

## Tv
KNR tilbyder landsdækkende Tv på kanalerne KNR1 og KNR2. De kan modtages digitalt via jordbaserede sendemaster (DVB-T) hos selskabet Nuuk TV, samt digitalt via kabel (DVB-C) hos selskabet Greenland Television.
Begge kanaler streames desuden online via YouTube.
KNR1 er hovedkanalen, hvor programmerne primært er på grønlandsk.
KNR2 bliver brugt til direkte udsendelser fra særlige begivenheder.
Qanorooq er KNR's daglige tv-avis med nyheder og vejr. Qanorooq producerer desuden DR2-programmet "Nyheder fra Grønland" som er et sammendrag af ugens nyheder.
Frem til januar 2013 bestod programfladen på KNR1 også af indhold fra DR, men efter at flere af DR's kanaler blev gjort frit tilgængelig i Grønland besluttede KNR at fokusere på egenproducerede grønlandske programmer.
Den 21. juni 2020 skiftede både KNR1 og KNR2 til 720p HD opløsning.

## Radio
KNR Radio er en landsdækkende grønlandsksproget kanal, som kan modtages via AM, FM og internettet.
Der bliver spiller både grønlandsk, dansk og udenlandsk musik. Én gang i timen er der nyheder på både grønlandsk og dansk.
I byen Nuuk udsender KNR desuden DR P1 som en særskilt FM-kanal.